# Diego Ribas da Cunha
Diego Ribas da Cunha (Ribeirão Preto, 1985. február 28. –), a labdarúgásban használt nevén Diego, brazil labdarúgó, 34-szeres brazil válogatott.

## Életrajza
Diego már kiskorában megmutatta tehetségét. 6 éves korában Diego a Comercial FC-be járt edzésre Ribeirão Preto-ban és első edzője Pedro Cardelli, vagyis Pedrão volt. Diego sok városi és regionális tornán nyújtott kitűnő teljesítményt.
| „       | A Comercialban csiszoltam az alapképességeimet és itt fejlesztettem magamat, szóval több mint egy atléta, vagy, mint egy egyén. | ” |
| – Diego | |   |

9 évesen Diegót meghívták Paulistinha csapatába, a São Carlosba. Az elnök, Marivaldo Campos Degan segítségével vette ki a részét a tornákon Argentínában és Chilében, hogy megkezdje nemzetközi pályafutását.
| „       | Emlékszem arra a tornára, mert egyszerű építésű házakban kellett laknunk, emiatt nagyon hideg volt, de a mérkőzések jók voltak és szereztem némi tapasztalatot. | ” |
| – Diego | |   |

11 évesen Diego elhatározta, hogy életét a focinak szenteli és több erős csapathoz is jelentkezett, hogy felhívja magára a figyelmet a válogatottnál. Néhány klub láthatáron volt, de végül a játékos úgy döntött, hogy a Santosnál marad.
| „       | Azért választottam a Santost, mert nekem minden szempontból előnyös volt. Jó érzés, hogy az emberek elfogadtak engem, és, hogy oly sok barátot szerezhettem. | ” |
| – Diego | |   |

1996-ban a partvonal mellé került és elkezdett edzeni a Santos juniorcsapatainál.

| „ | Kezdetben elég nehéz volt. Azt mondtam, kész, vége, feladom, mikor választanom kellett, vagy egyedül maradok, vagy visszatérek a családomhoz Ribeirão Pretóba. Bármennyire is, a szüleim és a menedzserem, Eduardo Jenner is arra ösztökélt, hogy nyugodjak meg. | ” |
|   | |   |

 -mondta a futballsztár, aki már a profi labdarúgókarrierről álmodozik.

## Pályafutása

### Werder Bremen

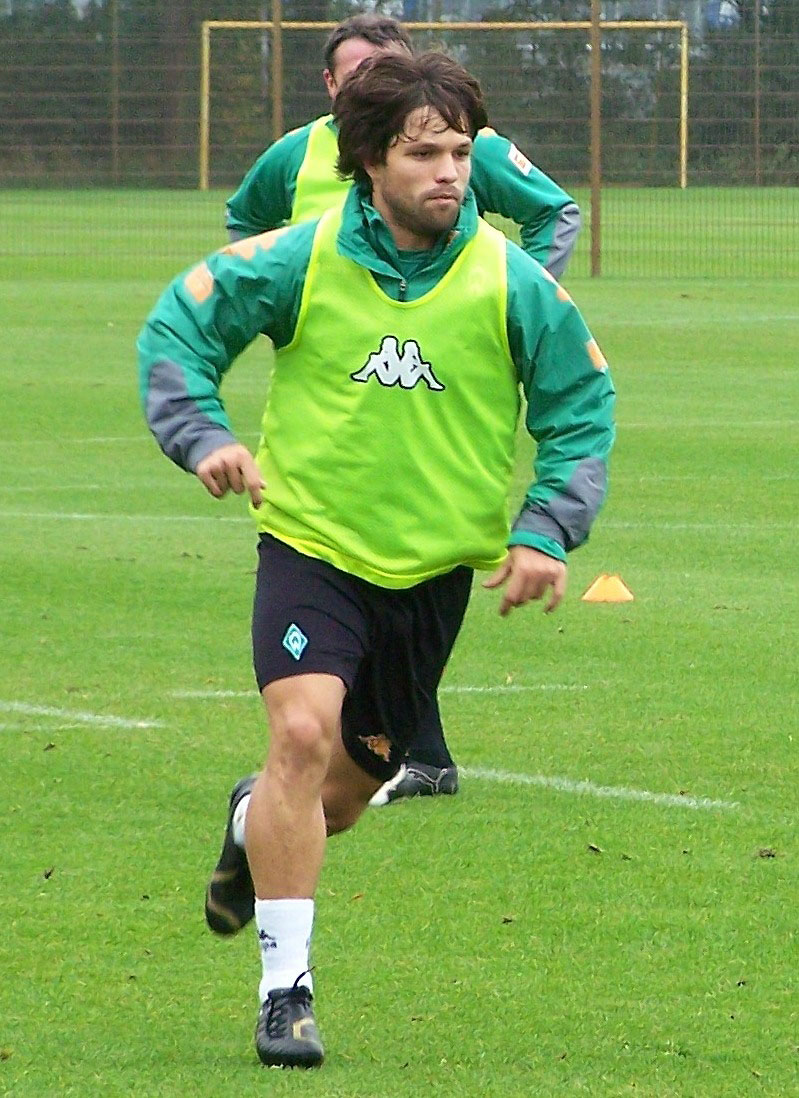
Diego edzés közben

2006 májusában Diego 2010-ig írta alá szerződését a német csapattal. Első évében megmutatta, miért is igazolták. Ő volt a legjobb a német kupában és a 2006/07-es szezon legjobbjának járó díjat is elnyerte, valamint az Augusztus hónap legjobb játékosa dijat is neki ítélték.
Első mérkőzését a Premiere Ligapokal döntőjében játszotta, amikor a csapat a Bayern Münchent győzte le Augusztus 5-én. A Hannover 96 4-2-es legyőzésével debütált. Azon a mérkőzésen még kettő gólt szerzett. A Bundesliga második játéknapján 2-1-re győzött csapata a Bayer Leverkusen ellen, ő maga szerezte a Werder mindkét gólját.
13 gólt és 13 gólpasszot ért el és ő lett a legfőbb labdarúgója a csapatnak, az edzőnek, Thomas Schaafnak pedig kulcsjátékosává vált.
A brazil középpályás nagy benyomást tett azzal, hogy a bajnokság 34 meccséből 33-on lépett pályára.
Ő lett a csapat agya és a játék lényege majdnem mindig a lábában született meg.
2007-ben és 2008-ban több pletyka is elterjedt arról, hogy Diego eligazol, többek között a Real Madridhoz. Ám az ezt követő szezonokban a Juventus egyre inkább erősítette szándékát, miszerint a brazilt Torinóba szeretnék csábítani. Ez aztán 2009 nyarára sikerrel is járt.

## Válogatott karrier
A válogatott keretébe a 2004-es Copa América alkalmával hívták be. Diego jelentősen hozzájárult ahhoz, hogy Brazília bebiztosítsa győzelmét, amikor a büntetőpárbajban belőtte a maga tizenegyesét, így kiütve Argentínát a döntőben. Mikor a Portóban játszott, nem nyújtott megfelelő teljesítményt, ennek eredményeképp ki is hagyták a 2006-os vb-keretből. Ennek ellenére Anglia ellen csereként állt be és az utolsó percben ki is egyenlített.
Diego 2007 nyarán már 2-szeres Copa América győztesnek mondhatta magát a brazil nemzeti 11-gyel.

## Elismerések
- 2000: Salerno Mundialito Brazíliával
- 2001: Dél-Amerikai U17-es bajnokság Brazíliával
- 2002: Toulon Torna Brazíliával
- 2002: Campeonato Brasileiro a Santos FC-vel
- 2004: Campeonato Brasileiro a Santos FC-vel
- 2004: Copa América Brazíliával
- 2004: Portugál Szuperkupa az FC Porto-val
- 2004: Világkupa (Toyota kupa) az FC Porto-val
- 2006: SuperLiga az FC Porto-val
- 2006 Premiere Ligapokal a Werder Bremennel
- 2007: Copa América Brazíliával

## Statisztikák
| Klub                  | Sezezon | Bajnokság | Bajnokság | Kupa    | Kupa  | Nemzetközi | Nemzetközi | Összesen | Összesen |
| Klub                  | Sezezon | Meccsek   | Gólok     | Meccsek | Gólok | Meccsek    | Gólok      | Meccsek  | Gólok    |
| --------------------- | ------- | --------- | --------- | ------- | ----- | ---------- | ---------- | -------- | -------- |
| Werder Bremen         | 06-07   | 33        | 13        | 0       | 0     | 10         | 1          | 46       | 14       |
| Összesen              |         | 33        | 13        | 0       | 0     | 10         | 1          | 36       | 14       |
| FC Porto              | 05-06   | 18        | 1         |         |       | 4          | 1          |          |          |
| FC Porto              | 04-05   | 30        | 3         |         |       | 6          | 1          |          |          |
| Összesen              |         | 48        | 4         |         |       | 10         | 2          |          |          |
| Santos FC             | 2003    | 33        | 9         |         |       |            |            |          |          |
| Santos FC             | 2002    | 22        | 8         |         |       |            |            |          |          |
| Total                 |         | 55        | 17        |         |       |            |            |          |          |
| Pályafutás összesítés |         | 136       | 34        |         |       | 20         | 3          |          |          |